# ヒカゲシビレタケ
ヒカゲシビレタケ（日陰痺茸、学名: Psilocybe argentipes）は、シビレタケ属の小型から中型のキノコである。見た目は地味で、成長しても傘が開ききることは少なく、傘の中心がやや尖る。日本菌類百選のひとつで、日本原産の幻覚キノコ。アイゾメシバフタケ (Psilocybe subcaerulipes) として試食を経て先に幻覚作用を発見した横山和正が、1976年に新種報告した。この2種の肉眼での区別は困難である。首相官邸に発生し話題となったこともある。
2002年に麻薬及び向精神薬取締法において麻薬原料植物として指定されており、故意の採取や所持、販売が法律で禁止されており、見つけた場合は、保健所や警察署に届け出なければならない。幻覚成分シロシビンが強迫性障害に有効であるとする先行研究から、2010年までに高崎健康福祉大学にて本キノコを用いた基礎研究がおこなわれた。平成時代（平成22年まで）のシロシビン含有キノコでは中毒が最も多い。

## 特徴
子実体（きのこ）は、傘が直径2 - 5センチメートル (cm) 程度で、傘の表面は茶褐色で暗青緑色のシミを生じ、乾くと黄土色から淡褐色になる。粘性はない。傘は円錐形から釣鐘形で、中心部に突起をもち、平らには開かない。ヒダは密で、胞子が成熟するにつれて灰褐色から紫褐色となり、柄に対して直性から上生する。肉は傷つけると青変し、のちに黒くなる。
柄は長さ4 - 12 cm、中空で繊維質でかたく、細長い。柄の表面は淡黄土色で、白色で絹糸状の繊維に覆われ、触れると青変する。ツバはない。柄の下部ははじめ白色の菌糸に覆われるが、のちにだんだら模様となる。
ヒカゲシビレタケとアイゾメシバフタケとの違いは、野外において肉眼で区別することは非常に困難である。ナラタケやエノキダケ、ハタケシメジ、ナメコと間違え誤食した例がある。ナラタケとは、群生する点や軸につばを有する点が共通するため注意が必要である。

## 分布・生態
山形県より以南、日本の本州のみで分布が確認されており、特に温暖な地方に多い。人家周辺に比較的普通に発生する。発生事例は、東京、宮城、新潟、埼玉、滋賀、大阪、京都。
腐生菌（腐生性）。半日陰の場所に春から秋に発生。公園や道端の草地、雑木林など身近にも発生。
2005年10月、内閣総理大臣官邸の前庭のシラカシの根元に4cmほどの本種が数本発生しているのが発見された。これを目にした当時の内閣総理大臣小泉純一郎が「食べられるのかね? 東京でキノコか、面白いね」と語ったことが報道で取り上げられた。当時のメールマガジンでも「早速調べてみたい」と記していた。

## 近縁種
本種は1976年に横山和正が新種報告した。当初、アイゾメシバフタケ（Psilocybe subcaerulipes）として横山が試食して幻覚作用を発見し、後に新種報告したものである。
本郷が1958年に発見したアイゾメシバフタケ（Psilocybe subcaerulipes）には、本・ヒカゲシビレタケ（P. argentipes）のほかに、ガストン・グスマンと Yang による台湾の P. taiwanensis、グスマン、Ramirez-Guillen、Karunaratnaによるタイの P. thaizapoteca がある。
向精神性成分のシロシビン・シロシンを含む本属（シビレタケ属）は傷つけると、その部分が暗い青に変色するという特徴がある（青変反応）。アイセンボンタケ（Psilocybe fasciata）も、その名のごとく触れたり傷つくと青変し、ヒカゲシビレタケ同様、法令により採取や所持などが規制されている。アイゾメシバフタケは本種よりも小さいが、同様に青変する毒キノコである。

## 栽培
培地はスギ、コナラの木粉、米、麦など幅広く適応するが、糞や堆肥を培地とした場合の成長は貧弱である。アルカリ性を好み、10-35度で生存し、至適温度は30度。培養は18-24度、原基形成から400-800ルクスの明かるさを必要とし7-13度、子実体には10-18度。
菌糸の保存には、グリセリンを凍結保護剤とすることで、12か月凍結維持した場合の生存率は100%を保った。

## 毒
本種に含まれる毒成分は、神経に作用するシロシビンという物質である。本種はシビレタケ属の中でも催幻覚性成分のシロシビンの含有率が高い。いわゆるマジックマッシュルームの一種として知られており、日本では2002年より麻薬及び向精神薬取締法で麻薬原料植物及び麻薬として規制され、故意の採取・所持・販売が禁じられている。中米のマヤ文明・アステカ文明では、ベニテングタケと同様に宗教的儀式に使用され、参列者たちが幻影を見たという記録があるといわれる。
しかしまた、その含有成分の量は採取地、時期などによって重量当たり、0.003%であったり0.5%であったり100倍以上の差が見られている。
先行するアメリカでの強迫性障害に対するシロシビンの有効性から、2010年までに高崎健康福祉大学にて日本原産のきのことして基礎研究が行われた。マウスに対するヒカゲシビレタケ抽出物のキログラム当たり0.1-1グラム投与では、抗強迫作用が見いだされた。
状況の精神作用に対する影響はセットとセッティングと呼ばれ、毒だと思うと気持ち悪くなり二度とキノコ狩りをせまいと思うが、ハイになるために食べたと思えば気分も悪くならず好ましく感じる。

### 中毒症例
頭痛、めまい、平衡感覚の喪失、血圧低下、幻覚、精神錯乱などの中枢神経系の中毒を起こし、ときに麻痺を起こすなど毒性が高いことが知られている。平成元年から平成22年までのシロシビン含有キノコの中毒では60名と、2位以下の10名を超えない他のすべての菌種より多い。
- 発見者、横山和正の中毒体験では、1972年の梅雨に道路沿いの砂土に生えたキノコを3人の学生と共にホイル焼きにして食べると、5本食べた横山は四肢が痺れ額に汗をかき、視覚的には美しい七色の虹（光）が空から降ってきた。翌日には軽快した。[15]
- 1980年の宮城の例では、3本のキノコを食べると30分ほどで物が赤黄緑に見えはじめやがて幻想的に動き、万華鏡の鮮やかな幻覚が生じ、麻痺しまっすぐ歩けず、死の恐怖を感じ不快な体験であった。彼の妻も同様の体験。1984年に宮城県で起きた例では、家族の中の夫が6-7本のキノコを汁にして摂ると30分以内に酒に酔ったように感じ、手足が無感覚になり空中に体が浮いているように感じ、1時間後には立つこともできなくなり、視覚的には静止した物が上下左右に揺れ動き、医師が到着したころには体温と血圧は正常範囲であった。しばらくすると眠り、起こそうとする刺激に反応せず、翌朝起きると医者が来てからの記憶がなかった。妻は3本を食べ30分後には目まいがして立っていられず、眠くなったが寝たら死ぬと考え、中毒が去ってから恐ろしい夢の中だったと感じた。祖母（妻の母）は立っていられず寝床に行ったが、部屋の中の物は揺れ動き、非常に明るく見え5時間ほどかけ視覚効果は弱まっていった[20]。1985年の山形での中毒例では、1杯半のキノコ汁と酒を三合飲み胃洗浄で20本が確認された者は、中毒でもうダメかと思ったときに花で飾られたトンネルが見えてきて、向こうから「行こう行こ」という声が聞こえてきて逃げようともがいた。また、歯ごたえがありおいしいので2杯食べた者は、宇宙で地球の上に立っているビジョンと、自分の子供の頃の走馬燈と繰り替えし、恐ろしいというより神秘的で美しかったという[11]。他の文献：[21]。
- 宮城で所々堆肥化した雑草地で採取したというキノコをもらい野菜とでミソ汁にして食べると、幻視幻聴、倦怠感、血圧低下、不整脈などがあり肝臓検査は正常値であった[22]。
- 1999年の埼玉で、庭でとったきのこを炒めてナスと煮込んで食べると30分ほどでゾクゾクし、視界が白っぽく見え瞳孔が開いていることから病院へ行き胃洗浄を受けたが幻覚は続き、車から飛び降りようとしたり、亡くなった両親と鮮やかに会話もし、むしろ愉快な体験であったという。翌日には改善した[23]。

### 含有量
定量では、ヒカゲシビレタケ1本あたり、シロシビンは7.28-8.86mg含まれた。1本食べただけで中毒症状を起こしうる。